# Християнство візантійського обряду в Канаді
Християнство візантійського обряду в Канаді відноситься до всіх православних, східних католиків і незалежних груп у Канаді, які сповідують християнство візантійського обряду.

## Історія
Невідомо, коли східні християни вперше оселилися в Канаді. Російські православні місіонери з Аляски точно перетнули частину сучасної Канади (вони досягли Форт-Россу, Каліфорнія в 1812 році), але не створили жодних тривалих місій. Зрозуміло, що до 1890-х років східні християнські іммігранти почали прибувати до Західної Канади зі Східної Європи.
У 1891 році українські іммігранти почали оселятися в Канаді, і вони були або українськими католиками (переважно з Галичини), або східними православними (переважно з Буковини, регіону під Румунською православною церквою). Однак дуже мало священиків супроводжували поселенців «з поваги до юрисдикційних претензій Російської Православної Церкви» над Північною Америкою серед православних, а також через те, що в 1894 році Католицька Священна Конгрегація поширення віри видала декрет, який забороняв одруженим священикам в Північній Америці; тому в Канаді бракує українських священиків. У 1896 році група українців-русофілів із Востоку, Північно-Західні Території, написала російському єпископу Аляски з проханням надати священика. У 1897 році в Канаді у Востоці відбулася перша зареєстрована православна служба. Згодом російські православні священики активно діяли в українській громаді і залучили багато навернених. Нечисленні священики греко-католицької церкви часто конфліктували з латинськими адміністраторами, такими як єпископ Легаль. Незалежний рух, окремий від католицького і православного, був заснований у Вінніпезі близько 1903 року. Цей рух, підтриманий пресвітеріанською церквою, перетворився на Серафимітську церкву та заснував Бляшану Катедру у Вінніпезі.
Після 1895 року румуни також почали масово прибувати на захід Канади, і в 1902 році в Реджайна, була побудована румунська православна церква Святого Миколая; вона залишається стояти як одна з найстаріших будівель у Реджайні та найстаріша румунська церква в Північній Америці.
На рубежі XX століття імміграція з традиційно східних християнських країн включала не лише поселенців, які переїжджали до Західної Канади в пошуках сільськогосподарських угідь, але й тих, хто прямував до східних міст, насамперед до Торонто. Першою церквою візантійського обряду в цьому місті була грецька православна громада Святого Георгія, заснована в 1909 році. Як повідомляється, першим іммігрантом грецького походження є Пітер Константінідес, який приїхав до Торонто в 1864 році, щоб відвідати медичну школу в Університеті Торонто. 21 травня 1909 року в Y.M.C.A. відбулися збори, на яких були присутні близько 200 греків, що проживали в Торонто. Вони об'єдналися в корпоративну організацію під назвою «Грецька православна громада Святого Георгія в Онтаріо». Після цього було засновано Кирило-Мефодіївська Македоно-Болгарська церква (1910), і Російську православну церкву Христа Спасителя (1915).
Початок Першої світової війни різко вплинув на церкви східного обряду в Канаді. Російська церква втратила престиж державної підтримки і фактично потрапила під підозру в підлеглості більшовикам. Неросійські етнічні групи створюють власні церкви в Північній Америці. У 1921 році сербські православні парафії в США і Канаді були реорганізовані в Сербську православну єпархію Америки і Канади. Російська церква розкололася на Російську православну церкву за кордоном, Російську православну греко-католицьку церкву в Америці, Російську православну церкву в Америці та деякі парафії, які підтримували зв'язки з Москвою.
У червні 1918 року група незадоволених українських мирян-католиків зібралася, щоб створити Українське Греко-Православне Братство, яке стало Українською Греко-Православною Церквою Канади.